# 白井重麿
白井 重麿（しらい しげまろ、1913年（大正2年）7月12日 - 1984年（昭和59年）11月25日）は、日本の政治家、旧鶴岡市第10代市長、満州国官吏。栄典は正六位・勲四等・旭日小綬章。

## 略歴
- 1913年（大正2年）7月12日 - 朝鮮京城に、白井重任の長男として生れる。
- 1920年（大正9年） - 鶴岡町（現・鶴岡市）に移住。
- 1931年（昭和6年） - 山形県立鶴岡中学校（山形県立鶴岡南高等学校）卒業
- 新潟高等学校 卒業
- 京都帝国大学法学部 卒業
- 満州国官吏となり総務庁 入庁
- 農林事務官
- 1947年（昭和22年）3月 - 同職退任、 山形県企画審議室企画課長 就任
- 同県商工労働部長
- 同県企画局長
- 1967年（昭和42年） - 鶴岡市長の足達兼一郎に招かれ鶴岡市助役就任
- 1970年（昭和45年） - 鶴岡市長に当選（以後3期連続当選）
- 庄内開発協議会長を兼務
- 1979年（昭和54年）11月 - 眼疾患のため同職退任。
- 1984年（昭和59年）11月25日 - 死去。鶴岡の総穏寺に墓がある。

## 叙位・叙勲
- 1984年（昭和59年）11月3日 - 勲四等・旭日小綬章[1]
- 1984年（昭和59年）11月25日 - 正六位[2]

## 親族
- 遠縁：白井重行 - 儒学者
- 遠縁：白井重固 - 歌人
- 遠縁：白井重高 - 漢学者
- 遠縁：白井久井 - 婦人運動家
- 曾祖父：白井重言 - 庄内藩蝦夷地元締
- 祖父：白井重遠 - 庄内藩新徴組取扱役、西郷村村長
- 父：白井重任 - 教育者
- 叔父：白井重士 - 陸軍少佐
- 叔父：白井勇 - 参議院議員
- 従兄弟：石原莞爾 - 陸軍中将
- 従兄弟：石原次郎 - 海軍少佐

## 参考資料
- 『庄内人名辞典』 大瀬欽哉（代表編者） 致道博物館内「庄内人名辞典刊行会」（発行）

| 公職            | 公職                             | 公職          |
| --------------- | -------------------------------- | ------------- |
| 先代 足達兼一郎 | 鶴岡市長 第10代：1970年 - 1979年 | 次代 斎藤第六 |